# Space Hulk (jeu vidéo, 2013)
Pour le jeu de 1993, voir Space Hulk (jeu vidéo, 1993).
Space Hulk est un jeu vidéo de tactique au tour par tour développé et édité par Full Control, sorti en 2013 sur Windows, Mac, Linux, Wii U, PlayStation 3, PlayStation Vita et iOS.
Une édition augmentée intitulée Ascension Edition est sortie en 2016 sur Windows, Mac, Linux et PlayStation 4.

## Système de jeu
Space Hulk est un jeu qui met en scène les combats désespérés opposant les Space Marines Impériaux aux terrifiants extraterrestres Genestealers. Dans Space Hulk, un joueur incarne le rôle  de Terminator Space Marines, tandis que son adversaire dirige les extraterrestres Genestealers. Les deux camps vont devoir s'affronter dans les corridors tortueux et les salles ténébreuses d'un vaisseau spatial abandonné. Chaque camp dispose d'objectifs qu'il devra atteindre en écrasant toute opposition.

Les Space Marines Impériaux sont les plus puissants guerriers du genre humain, les défenseurs de l'humanité et les gardiens de l'Imperium. Tous les Space Marines impliqués dans Space Hulk portent la robuste armure Terminator et sont équipés d'un arsenal meurtrier. Seuls les Space Marines sont assez braves pour entrer dans les entrailles cauchemardesques d'un space hulk et faire face à la menace Genestealer qui s'y tapit.

## Accueil
- GameSpot : 6/10 (PC)[2]
- Gamezebo : 4/5 (PC)[3]
- IGN : 6,7/10 (PC)[4]
- Pocket Gamer : 5/10 (iOS)[5]